# Штерц, Регина
Регина Штерц (нем. Regina Sterz, в девичестве — Мадер, род. 23 марта 1985 года, Санкт-Иоганн-ин-Тироль) — австрийская горнолыжница, участница Олимпийских игр 2010 и 2014 годов. Специализировалась в скоростных дисциплинах.
В Кубке мира Штерц дебютировала в 2007 году, в марте 2009 года впервые попала в десятку лучших на этапе Кубка мира, в супергиганте. Всего за карьере 11 раз попадала в десятку на этапах Кубка мира, лучше достижение — пятое место (трижды). Лучшим достижением Штерц в общем зачёте Кубка мира является 24-е место в сезоне 2013/14.
На Олимпиаде-2010 в Ванкувере заняла 14-е место в скоростном спуске. На Олимпийских играх 2014 года в Сочи заняла 11-е место в супергиганте.
За свою карьеру принимала участие в двух чемпионатах мира. На чемпионате мира 2011 года заняла 23-е место в скоростном спуске. На чемпионате мира 2013 года стала 17-й супергиганте и 18-й в скоростном спуске.
Использовала лыжи производства фирмы Voelkl.